# ジロ県
ジロ県(Ziro Province)は、ブルキナファソの中西部地方に属する。面積は5139km²、2011年の人口は20.7万人。県都はサプイ。

## 下位行政区画

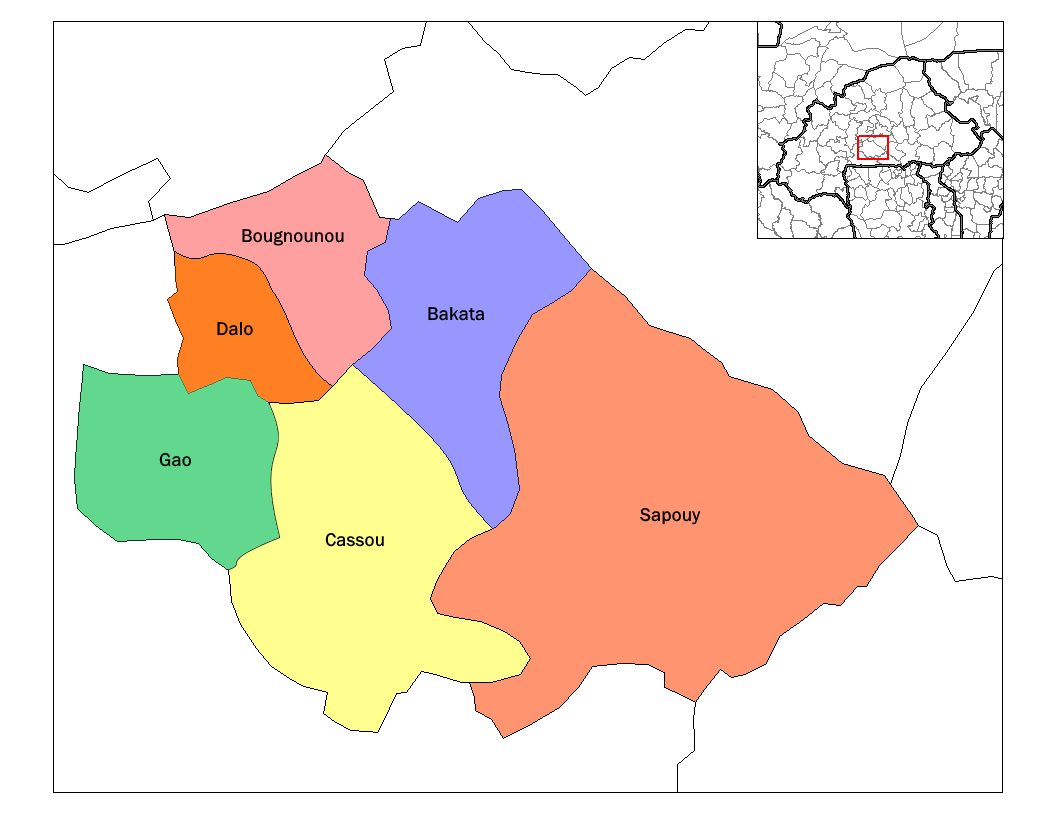
ジロ県の郡

ジロ県にはBougnounou、サプイ、カッスー、ダロ、ガオ、バカタの6つの郡がおかれている。

## 隣接する県
- ブルキアンデ県
- バゼガ県
- ナウリ県
- シッシリ県